# ويب هوبلي
ويب هوبلي (بالإنجليزية: Whip Hubley)‏ مواليد 17 مايو 1957 في نيويورك، نيويورك، الولايات المتحدة، هو ممثل أمريكي بدأ مسيرته الفنية سنة 1985.

## الأعمال
- ماجنوم بي آي
- الشمال والجنوب
- توب غان
- يانكي من كونيتيكت في بلاط الملك آرثر
- قرار إداري
- المسحورات
- المقاطعة
- سي إس آي: ميامي
- بيت دعارة
- وطن

## روابط خارجية
- ويب هوبلي على موقع IMDb (الإنجليزية)
- ويب هوبلي على موقع ألو سيني (الفرنسية)
- ويب هوبلي على موقع أول موفي (الإنجليزية)
- ويب هوبلي على موقع قاعدة بيانات الأفلام السويدية (السويدية)
- ويب هوبلي على موقع إن إن دي بي (الإنجليزية)
- ويب هوبلي على موقع قاعدة بيانات الفيلم (الإنجليزية)
- ويب هوبلي على موقع كينوبويسك (الروسية)